# École pour l'informatique et les nouvelles technologies

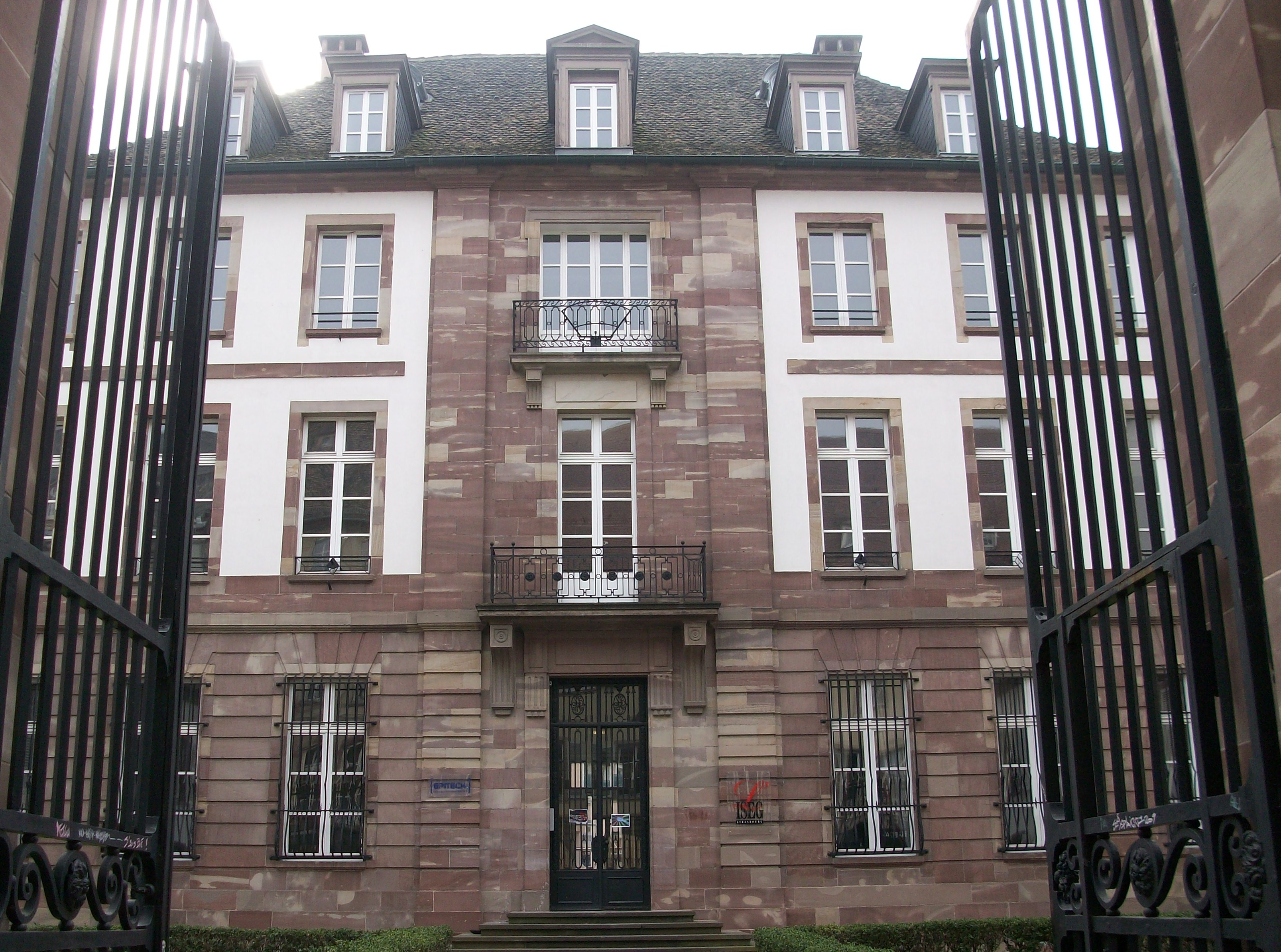
École pour l'informatique et les nouvelles technologies in Straatsburg

De École pour l'informatique et les nouvelles technologies, tevens bekend onder de naam Epitech, is een in 1999 opgerichte Grande école in Le Kremlin-Bicêtre, met ook faculteiten in Bordeaux, Rennes, Marseille, Lille, Lyon, Montpellier, Nancy, Nantes, Nice, Strasbourg, Saint-André (Réunion) en Toulouse. De school geldt als een van de meest prestigieuze en selectieve Grandes Écoles van Frankrijk en staat met name hoog aangeschreven om haar opleidingen in de informatiekunde en energietechniek. De internationale reputatie is gelijk aan de beste technische faculteiten van de top universiteiten van de Verenigde Staten en Europa.
Epitech is lid van IONIS Education Group.